# Tapinopa bilineata
Tapinopa bilineata är en spindelart som beskrevs av Banks 1893. Tapinopa bilineata ingår i släktet Tapinopa och familjen täckvävarspindlar. Inga underarter finns listade i Catalogue of Life.